# Life Is Ruff
Life Is Ruff (La vida es ruda en Hispanoamérica y Tal para cual en España) es una película original de Disney Channel estrenada el 15 de julio de 2005 por Disney Channel. Está dirigida por Charles Haid y protagonizada por Kyle Massey y Mitchel Musso.

## Sinopsis
La película empieza a las afueras de un centro comercial, donde hay una camada de cachorros mestizos abandonados en una caja, para que la gente pase y los adopte. Todos tienen suerte... menos el menor de la camada, que queda olvidado y solo bajo la lluvia. Un año después, un chico llamado Calvin (Kyle Massey) y su mejor amigo (Mitchel Musso), dos chicos con algo en común: su obsesión por el dinero y los cómics de historietas, se dan cuenta de que el precio del cómic que ansían es muy alto y deben ingeniárselas pronto. Mientras tanto, el cachorro abandonado ya no es tan pequeño, sino que ha crecido más que cualquier perro corriente. Las vidas de Calvin y el perro pronto se ven entrelazadas, ya que el chico descubre que las competencias de Show canino dejan grandes ganancias, de modo que se ve obligado a adoptar un perro, y Tyco's, el nombre del can, necesita un propietario. Así empieza una entretenida comedia en la que Calvin intentará lo imposible para tener preparado al perro antes de que llegue el día del Show Canino. Pero el animal, a su vez, tiene sus propios planes...

## Argumento
Calvin Wheeler (Kyle Massey), de 13 años, es la persona más popular de la escuela y colecciona cómics en su tiempo libre. Su mejor amigo es Raymond Figg (Mitchel Musso), que prefiere que lo llamen Figg. Salvó la vida de Figg en la escuela secundaria cuando tuvo un ataque de asma, y se consagra mucho, maneja su agenda y ocasionalmente hace sus tareas escolares.
Gotham Man es el nombre del cómic favorito de Calvin. Su colección está completa, excepto la primera edición, que es cada vez más rara y vale 3000 dólares. Cuando ve que se está llevando a cabo una exposición canina mientras anda en patineta, descubre que cuando alguien gana la exposición, recibe una recompensa en efectivo. El premio es de 5000 dólares y con eso Calvin puede comprar la primera edición de Gotham Man.
Calvin va a un refugio para perros y allí adopta un perro SRD (una mezcla de labrador y san bernardo) llamado Tyco. Emily Watson (Kay Panabaker), una colegiala y voluntaria en el deteriorado refugio de animales, cree que tenía uno de sus locos planes o planes en mente. Entonces, entrevista a Calvin y finalmente lo considera un buen dueño para Tyco, y dice que sí cuando él le pregunta si quiere ir al próximo baile con él, hasta que Emily descubre que Tyco fue adoptado para participar en una exposición canina. Sin embargo, hay alguien que está seguro de que Calvin y Tyco perderán el concurso: Preston Price (Carter Jenkins), un niño rico que ha ganado las dos últimas exposiciones caninas con su perro. Contrata personas para que finjan que son la verdadera familia de Tyco, pero cuando los tres personajes descubren la farsa, Calvin y Figg idean un plan. Figg está convencido de fingir que vende revistas y que sufre un ataque de asma. Cuando esto sucede, Calvin entra a la casa y saca a Tyco, mientras Figg continúa actuando. Emily perdona a Calvin. Este es el día del espectáculo y deciden ir. El padre de Calvin los lleva al lugar. Definitivamente no están preparados, hasta que deciden que Tyco subirá a Calvin en su patineta, algo que hacía casi todos los días. Vencieron a Presto por sólo un punto. Pero en lugar de usar las ganancias para comprar su cómic, Calvin usa el dinero para un acto amable. Entrega el importe total al refugio para que los perros puedan tener un nuevo hogar. Al final, el refugio se salva y Figg, como muchas otras personas, adopta un nuevo animal.

## Elenco
- Kyle Massey como Calvin Wheeler.
- Kay Panabaker como Emily Watson.
- Mitchel Musso como Raymond Figg.
- Carter Jenkins como Preston Price.
- Mark Christopher Lawrence como Papá de Calvin.
- Judith Moreland como Mamá de Calvin.

## Doblaje de Hispanoamérica
- Calvin Wheeler: Aldo Guerra
- Emily Watson: Agustina Cirulnik
- Raymond Figg: Guillermo Aponte
- Preston Price: Héctor Emmanuel
- Papá de Calvin: Eduardo Fonseca
- Mamá de Calvin: Adriana Casas

### Créditos técnicos
- Estudio de Doblaje: Taller Acústico S.C., México D.F.
- Director: Arturo Mercado Chacón
- Director Creativo: Raúl Aldana
- Doblaje al español producido por: Disney Character Voices International, Inc.

## Banda sonora
- "I'm Dawg"
- "Its a Dog" - Kyle Massey